# Binodoxys manipurensis
Binodoxys manipurensis är en stekelart som först beskrevs av Paonam och Singh 1986.  Binodoxys manipurensis ingår i släktet Binodoxys och familjen bracksteklar. Inga underarter finns listade.